# الشتات الهندي الجنوبي

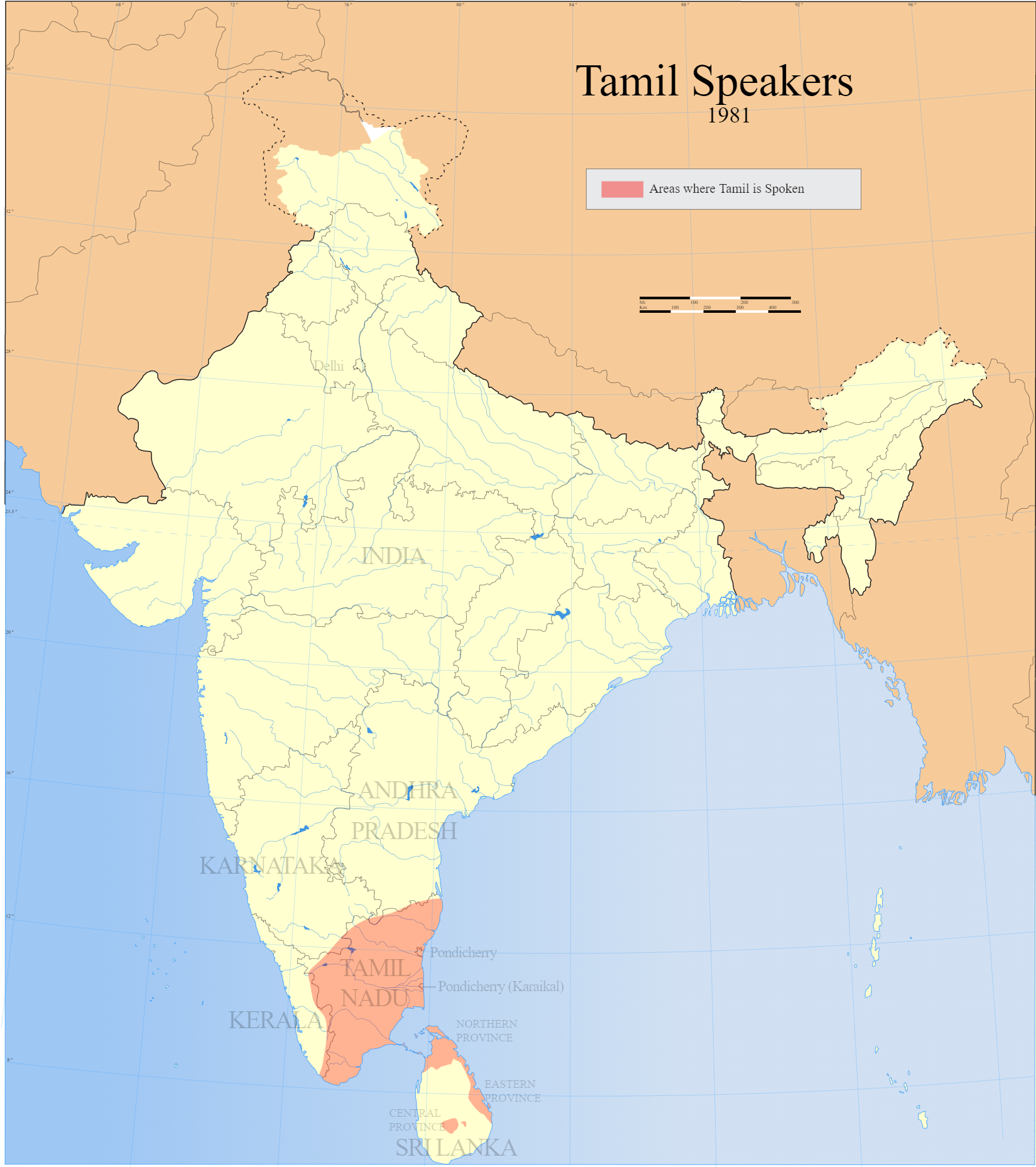
خريطة لالشتات الهندي الجنوبي

الشتات الهندي الجنوبي (بالتاميلية: அயலகத் தென்னிந்தியர்)‏ (بالتيلوغوية: దక్షిణ భారత డయాస్పోరా)‏ (بالكنادية: ದಕ್ಷಿಣ ಭಾರತೀಯ ವಲಸೆಗಾರ)‏ (بالماليالامية: ദക്ഷിണേന്ത്യൻ പ്രവാസികൾ)‏ تضم الأشخاص الذين هاجروا من ولايات جنوب الهند إلى ولايات هندية أخرى وبلدان أخرى، وأشخاص من أصل هندي جنوبي ولدوا أو أقاموا في إحصائيات هندية أخرى وبلدان أخرى.

## هجرة التاميل

### الهجرات المبكرة (قبل 1800s)
العديد من المهاجرين التاميل الذين غادروا شواطئ تاميل نادو قبل القرن الثامن عشر واختلطوا مع أعراق أخرى لا حصر لها. في فترة العصور الوسطى، هاجر التاميليون كجنود وتجار وعمال استقروا في ماليزيا وسنغافورة وريونيون وسريلانكا وإندونيسيا وميانمار واختلطوا جيدًا مع السكان المحليين، بينما لا يزال عدد قليل من المجتمعات يحافظ على لغتهم وثقافتهم. لا تزال العديد من المجموعات تدعي أنها تنحدر من القرون الوسطى - مهاجرون التاميل مثل كايكاديس في ماهاراشترا، وشيتيس من ماليزيا، وشعب تشيتسي سريلانكي، وشعب بهاراتا.

### فترة الاستعمار الأوروبي 1684 - 1947
خلال هذه الفترة قام مديرو المستعمرات البريطانية والهولندية والفرنسية والبرتغالية والدنماركية بتجنيد الكثير من التاميليين المحليين وأخذوهم إلى مستعمراتهم الخارجية للعمل كعمال وضباط إداريين تافهين وواجبات كتابية وعسكرية.
في القرن 19, رئاسة مدراس (التي كانت منطقة تاميل نادو جزءا أساسيا منها) واجهت مجاعات وحشية. المجاعة الكبرى 1876-78. تاميل نادو كان ضعيفا سياسيا واقتصاديا. وهكذا استفاد البريطانيون من عمال التاميل الجياع في مزارعهم في جميع أنحاء العالم - ماليزيا، سنغافورة، ميانمار، موريشيوس, جنوب أفريقيا, فيجي وكذلك سريلانكا (متميزة عن التاميل الذين هاجروا إلى سري لانكا قبل القرن 18). هاجرت بعض مجموعات التاميل (خاصة الشيتيارز والبيليه والمسلمين) كمهاجرين تجاريين. ثم سيطرت هذه المجموعات على التجارة والتمويل في ميانمار وماليزيا وسنغافورة وسريلانكا وموريشيوس وجنوب إفريقيا وأماكن أخرى. أول هندي يمتلك سفينة تجارية خلال العصر البريطاني يأتي من هذه المجموعة.
هؤلاء التاميليون اندمجوا جيدًا، واندمجوا مع البلدان التي تبنتهم، وأصبحوا جزءًا لا يتجزأ من السكان المحليين في ريونيون، وموريشيوس، وجنوب إفريقيا، وغيانا، وفيجي. حيث تم تطوير الماليزيين من التاميل والتاميل الهنود في ماليزيا إلى مجتمعات متميزة خاصة بهم ذات هوية ثقافية فرعية متعددة اللغات وفريدة من نوعها.

### الهجرة الحديثة (1950 إلى الوقت الحاضر)
في النصف الثاني من القرن العشرين، هاجر حوالي 2 مليون من التاميل من الهند كمحترفين ماهرين إلى أجزاء مختلفة من الهند ودول مثل الإمارات العربية المتحدة وقطر والبحرين والمملكة العربية السعودية والمملكة المتحدة والولايات المتحدة الأمريكية وألمانيا وفرنسا وسنغافورة وما إلى ذلك. حصل بعضهم على جنسية البلدان المعنية ولكنهم ما زالوا يتمتعون بعلاقات أسرية وثقافية قوية مع تاميل نادو، مقارنة بمن هاجروا قبل عام 1950، والذين فقدوا الاتصال بأجدادهم في تاميل نادو. في الولايات المتحدة، كان يعيش المزيد من التاميليين ومعظمهم من رواد الأعمال والموظفين ثم كان بعضهم سياسيًا أيضًا.

## الهجرة التيلجو
ويشير بوم التيلجو إلى هجرة عدد كبير من التيلجو يتحدث الناس عن الهند ايات اندرا براديش وتيلانجانا إلى الولايات المتحدة الأمريكية وكندا من أواخر 80s تتكون في معظمها من هجرة الطلاب وتقنية المعلومات العمال التي لا تزال إلى يومنا هذا.